# Rhaphium grandicercum
Rhaphium grandicercum är en tvåvingeart som beskrevs av Negrobov 1979. Rhaphium grandicercum ingår i släktet Rhaphium och familjen styltflugor. Inga underarter finns listade i Catalogue of Life.